# كوريو

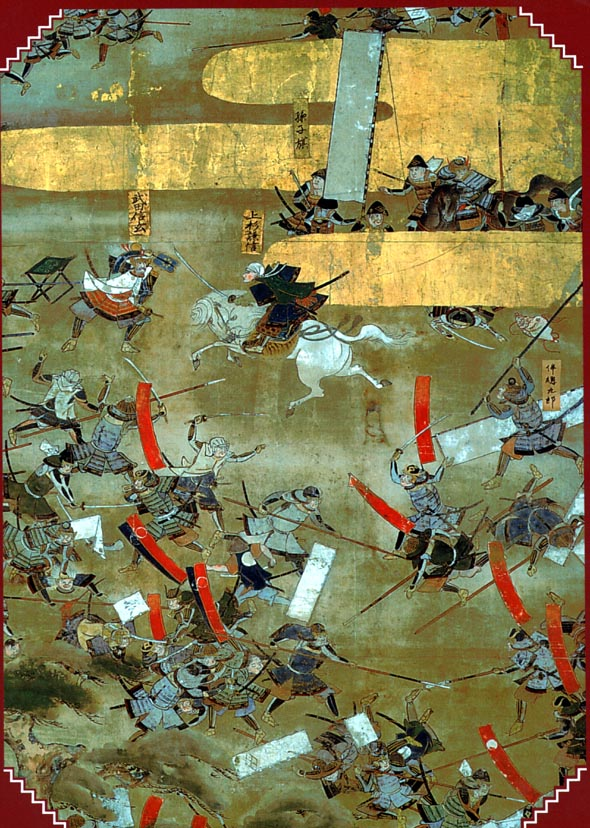
قرون الحرب الإقطاعية في اليابان، والرغبة في تحسين مهارات الحرب أدت إلى إنشاء المدارس اليابانية التقليدية.

كوريو (باليابانية: 古 流) هو كو بودو فنون القتال القديمة. هي مصطلحات يابانية تستخدم لوصف الفنون القتالية اليابانية التي كانت قبل استعادة مييجي (1868). المصطلح يقابله فنون قتال يابانية حديثة.